# Таня Робертс
Таня Робертс (англ. Tanya Roberts, при народженні Вікторя Лі Блюм, англ. Victoria Leigh Blum; 15 жовтня 1949, Нью-Йорк — 4 січня 2021, Лос-Анджелес) — американська акторка та модель.

## Життєпис
Народилась 15 жовтня 1949 року у Бронксі, Нью-Йорк, в родині єврея Оскара Блюма та ірландки Дороті Сміт. Її дідом був Теодор Блюм (1883—1962), видатний хірург-стоматолог. Її старша сестра Барбара була у шлюбі з Тімоті Лірі. Рано залишила школу та почала працювати моделлю.
Грала в позабродвейських постановках, працювала інструкторкою танців. У 19 років вступила у шлюб зі сценаристом Баррі Робертсом (прожили разом до смерті чоловіка 2006, дітей не мали). Навчалася у нью-йоркській Акторській студії під керівництвом Лі Страсберга та Ути Гаген. Тоді ж змінила ім'я на Таня Робертс.
Дебютувала в кіно 1975 року в головній ролі у фільмі жахів «Насильницьке вторгнення». 1977 року з чоловіком переїхала до Голлівуду, де одразу ж почала активно зніматися, наприклад, зігравши 1979 року в культовому фільмі жахів «Мандрівка до пекла». На початку 1980-х отримала одну з головних ролей у телесеріалі «Янголи Чарлі».
Критика невисоко оцінювала гру Робертс. Так, за головну роль у пригодницькому фільмі «Шина — королева джунглів» (1984) її було номіновано на приз «Золота малина» як найгіршу виконавицю жіночої ролі. За роль дівчини Бонда Стейсі Саттон у фільмі «Вид на вбивство» (1985) вона також отримала номінацію на «Золоту малину», хоча ця роль й принесла їй міжнародну відомість. 1990 року зіграла в еротичному трилері «Нічне стеження». В період з 1998 по 2004 роки з успіхом виконувала роль Мідж Пінсіотті у телесеріалі «Шоу 70-х».
Таня Робертс померла 4 січня 2021 року в Лос-Анджелесі, Каліфорнія, через інфекцію сечових шляхів, яка призвела до зараження крові, у 71-річному віці.

## Вибрана фільмографія
| Рік       |    | Українська назва         | Оригінальна назва     | Роль                                        |
| --------- | -- | ------------------------ | --------------------- | ------------------------------------------- |
| 1975      | ф  | Насильницьке вторгнення  | Forced Entry          | Ненсі Ульман                                |
| 1978      | ф  | Пальці                   | Fingers               | Джулі                                       |
| 1979      | ф  | Мандрівка до пекла       | Tourist Trap          | Беккі                                       |
| 1980      | тф | Вайкікі                  | Waikiki               | Керол                                       |
| 1980—1981 | с  | Янголи Чарлі             | Charlie's Angels      | Джулі Роджерс                               |
| 1982      | ф  | Повелитель звірів        | The Beastmaster       | Кірі                                        |
| 1982      | с  | Човен кохання            | The Love Boat         | Діана Дейтон                                |
| 1982      | с  | Острів фантазій          | Fantasy Island        | Аманда Парсонс                              |
| 1983      | тф | Вбий мене, вбий себе     | Murder Me, Murder You | Вельда (секретарка детектива Майка Гаммера) |
| 1984      | ф  | Шина — королева джунглів | Sheena                | Шина                                        |
| 1985      | ф  | Вид на вбивство          | A View to a Kill      | Стейсі Саттон                               |
| 1990      | ф  | Нічне стеження           | Night Eyes            | Ніккі Вокер                                 |
| 1992      | ф  | Майже вагітна            | Almost Pregnant       | Лінда Андерсон                              |
| 1993      | ф  | Гріховне бажання         | Sins of Desire        | Кей Іган                                    |
| 1994—1996 | с  | Гаряча лінія             | Hot Line              | Ребекка                                     |
| 1997      | с  | Висока хвиля             | High Tide             | Ронда Фогель                                |
| 1998—2004 | с  | Шоу 70-х                 | That '70s Show        | Мідж Пінсіотті                              |
| 1998      | мф | Злюки бобри              | The Angry Beavers     | Марша (голос)                               |
| 2005      | с  | Єва                      | Eve                   | Ребекка                                     |
| 2005      | с  | Перукарня                | Barbershop            | Еллі Палмер                                 |